# Бутько, Александр Анатольевич
Александр Анатольевич Бутько (бел. Аляксандр Анатольевіч Буцько; 18 марта 1986, Гродно) — белорусский и российский волейболист, связующий. Чемпион Игр XXX Олимпиады в Лондоне, чемпион Европы (2017) в составе сборной России.

## Карьера

### Клубы
Александр Бутько родился в Гродно. Волейболом начал заниматься в 10 лет в СДЮШОР имени А. Н. Сапеги. В 14-летнем возрасте был замечен Юрием Николаевичем Сапегой, который посоветовал ему сменить амплуа и переквалифицироваться из нападающего в связующего, а в 2003 году пригласил перейти из гродненского «Коммунальника» в московское «Динамо».
По приезде в Россию спортсмен принял российское гражданство, в составе «Динамо» в сезоне-2003/04 выиграл серебряную медаль чемпионата России. Летом 2004 года вместе с группой молодых игроков (Андреем Ащевым, Александром Корнеевым и Александром Волковым) перешёл в московский «Луч», где отыграл два сезона. После расформирования «Луча» в 2006 году оказался в новосибирском «Локомотиве», а ещё через год — в звёздной одинцовской «Искре». В сезоне-2008/09 Александр Бутько завоевал место основного связующего подмосковной команды, в её составе второй год подряд выиграл серебряную медаль чемпионата России, а также стал бронзовым призёром Лиги чемпионов и обладателем приза лучшему связующему «Финала четырёх» в Праге.
С 2009 года Александр Бутько снова выступал за новосибирский «Локомотив», где укрепил репутацию одного из лучших связующих Суперлиги, отличающегося также довольно высокой для игроков своего амплуа результативностью, сильной подачей, надёжной игрой на блоке. Одним из подтверждений этого стал матч чемпионата России против «Урала» 13 февраля 2010 года, в котором Бутько заработал блоком 9 очков. С 2012 года выполнял обязанности капитана сибирской команды. В составе «Локомотива» Александр дважды побеждал в розыгрышах Кубка России, а 17 марта 2013 года выиграл Лигу чемпионов и титул лучшего связующего омского «Финала четырёх».
4 февраля 2016 года перешёл из новосибирского «Локомотива» в казанский «Зенит». Вместе с «Зенитом» выиграл в общей сложности 15 трофеев в чемпионатах России (2016, 2017, 2018), Кубке России (2016, 2017, 2018, 2019), Суперкубке страны (2016, 2017, 2018, 2020), Лиге чемпионов (2016, 2017, 2018) и клубном чемпионате мира (2017). Вошёл в символическую сборную клубного чемпионата мира-2017 и Лиги чемпионов-2018. С сезона-2017/18 после ухода Андрея Ащева являлся капитаном казанской команды.
В сезоне-2021/22 выступал за кемеровский «Кузбасс». В апреле 2023 года возобновил выступления после дисквалификации в команде казанского «Зенита».

### Сборные
С 2002 года Александр Бутько выступал за юниорскую сборную Беларуси и вызывался в национальную сборную страны, но впервые вышел на площадку в её составе 7 июня 2003 года в английском Лафборо в матче отборочного турнира чемпионата Европы в дивизионе B против команды Боснии и Герцеговины.
В 2005 году впервые включён Зораном Гаичем в расширенный состав сборной России, участвовал в тренировках команды, не имея в то время права выступать за новую страну в официальных матчах. Дебют Александра Бутько в сборной России состоялся 20 июня 2009 года в Гаване — в рамках Мировой лиги россияне в тот день уступили кубинцам со счётом 2:3. Всего Александр сыграл в 6 матчах интерконтинентального раунда и не был включён в заявку сборной на «Финал шести» в Белграде.
Снова в составе сборной Александр Бутько появился в 2011 году. Одним из лучших матчей с его участием стал финал Мировой лиги со сборной Бразилии, во второй партии которого он заменил Сергея Гранкина и своей уверенной игрой внёс большой вклад в победу российской команды. В том же году Бутько стал победителем Кубка мира.
Участие спортсмена на Олимпийских играх в Лондоне до последнего оставалось под вопросом. По словам врача национальной команды России Ярослава Смакотнина, «он поехал в Лондон с повреждённым мениском, и мы молились, чтобы не произошёл блок сустава». На олимпийском турнире, завершившемся победой сборной России, Бутько делил игровое время с Сергеем Гранкиным. На следующий день после возвращения из Лондона перенёс операцию.
В 2013—2014 годах Александр Бутько в сборную не привлекался во многом из-за лимита Международной федерации волейбола на натурализованных игроков. В этих сезонах за российскую команду выступал экс-игрок сборной Украины Николай Павлов, который заменил в роли основного диагонального имевшего проблемы со здоровьем Максима Михайлова. В 2015 и 2017 годах Александр Бутько вновь выступал за национальную сборную России.
В сентябре 2017 года в её составе выиграл золотую медаль на чемпионате Европы в Польше, заменив по ходу финального матча Сергея Гранкина и став основным связующим в решающем пятом сете.

### Дисквалификация
В 2022 году Александра Бутько дисквалифицировали за нарушения антидопинговых правил. В допинг-пробе Бутько был обнаружен триметазидин. Спортсмен сдал положительный допинг‑тест во время «Финала шести» чемпионата России в 2014 году, когда выступал за новосибирский «Локомотив». Расследование нарушения антидопинговых правил велось в рамках дела о базе данных Московской антидопинговой лаборатории (LIMS).

## Достижения

### Со сборной России
- Чемпион Олимпийских игр в Лондоне (2012).
- Чемпион Европы (2017).
- Победитель Мировой лиги (2011).
- Победитель Кубка мира (2011).

### В клубной карьере
- Чемпион Беларуси (2001/02, 2002/03).
- Чемпион России (2015/16, 2016/17, 2017/18, 2022/23), серебряный призёр чемпионата России (2003/04, 2007/08, 2008/09, 2013/14, 2018/19, 2019/20, 2024/25).
- Обладатель Кубка России (2010, 2011, 2016, 2017, 2018, 2019), финалист Кубка России (2008, 2009, 2014), бронзовый призёр (2007).
- Обладатель Суперкубка России (2016, 2017, 2018, 2020).
- Победитель Лиги чемпионов (2012/13, 2015/16, 2016/17, 2017/18), серебряный (2018/19) и бронзовый (2008/09) призёр Лиги чемпионов.
- Победитель клубного чемпионата мира (2017), серебряный (2013, 2016) и бронзовый (2019) призёр клубного чемпионата мира.

### Личные
- Лучший связующий «Финала четырёх» Лиги чемпионов (2009, 2013, 2018).
- Лучший связующий чемпионата Беларуси (2002/03)[16].
- Лучший связующий «Финала четырёх» Кубка России (2010, 2019).
- Лучший связующий «Финала шести» чемпионата России (2017).
- Лучший связующий клубного чемпионата мира (2017).
- Участник Матчей звёзд России (2010, 2011, 2012, февраль 2014, декабрь 2014).

## Личная жизнь
Со своей женой Анной Александр Бутько познакомился в Новосибирске. 5 мая 2014 года в их семье родилась дочь.
Старший брат Александра Бутько Артём и его супруга Алина Бутько (Сорока) также являются волейболистами. Алина в прошлом выступала за сборную Беларуси. Отец Александра и Артёма был руководителем гродненского ансамбля народной музыки «Спадчына».
6 декабря 2013 года в Новосибирске Александр Бутько участвовал в этапе эстафеты олимпийского огня XXII зимних Олимпийских игр.

## Награды
- Орден Дружбы (13 августа 2012 года) — за большой вклад в развитие физической культуры и спорта, высокие спортивные достижения на Играх XXX Олимпиады 2012 года в городе Лондоне (Великобритания)[22].
- Заслуженный мастер спорта России (20 августа 2012 года)[23].
- Знак «За заслуги в развитии ОАО „РЖД“» 1 степени (3 октября 2012)[24].